# 森秀昭
森 秀昭（もり ひであき、1972年10月16日 - ）は、長崎県諫早市出身の元サッカー選手、サッカー指導者。
現FCバイエルン・ツネイシU-13コーチ。

## 来歴
1991年にマツダSCに入団。同期は森山佳郎、柳本啓成、笛真人、路木健、松山大輔、小倉一浩。しかし、トップチームであるマツダSCでの出場機会はなく、サテライトチームであるマツダSC東洋での出場のみだった。サンフレッチェ広島設立とともにプロ契約。1995年にビム・ヤンセン監督によってレギュラーに抜擢されるも、翌1996年は怪我もあり出場は無かった。
同年途中にアビスパ福岡へ移籍すると、レギュラーとして活躍。1998年にはJ1参入決定戦にも出場し、得点した。
2000年にコンサドーレ札幌へレンタル移籍、翌年完全移籍して名塚善寛、大森健作とともに精密機械と呼ばれた非常に堅いディフェンスラインを構築した。しかし、2002年は怪我のため、出場機会を得られず、ようやく機会を掴んだのは最終節の延長戦。しかも、本職のDFではなくFWとしての出場だった。が、出場直後に正確なクロスで曽田雄志のVゴールをアシスト。不振を極めた2002年シーズン最終節を勝利で締めくくった。J2降格後の2003年も札幌に残留したが、怪我の影響は大きく、出場機会が激減。その年を最後に現役引退した。
引退後は、サンフレッチェ広島在籍時のチームスタッフの縁で、西南フットボールクラブのコーチを勤めたあと、2006年から2007年までは大分トリニータの下部組織でコーチとして活躍。
2006年、コンサドーレ札幌の10周年記念サンクスマッチに出場、現役時代と変わらない雄姿を見せた。
2008年から１年間、大分県佐伯市にある日本文理大学附属高校サッカー部監督として活動。
2009年から広島県福山市にあるサンフレッチェ広島の提携スクールであるサンフレッチェ常石のコーチとして、2012年から提携先をバイエルン・ミュンヘンに変えたことにより現在はFCバイエルン・ツネイシU-13担当コーチとして活動中。

## エピソード
- 半月板のケガがあり、2002年オフの『月刊コンサドーレ』増刊号ではファンへのメッセージを書く色紙に「半月板ください」と書いていた。
- 札幌在籍時に兄が難病と闘っていた。森は、ゴールを決めたときに「おんちゃん頑張れ」（おんちゃんとは九州弁で「兄さん」のこと）と書かれたTシャツを見せて励ました。しかし、その年の天皇杯でゴールを決めた際に見せたTシャツには「おんちゃんありがとう」書かれていた。

## 所属クラブ
- 鎮西学院高等学校
- 1991年 マツダSC東洋
- 1992年 - 1996年 サンフレッチェ広島
- 1996年 - 1999年 アビスパ福岡
- 2000年 - 2003年 コンサドーレ札幌

## 個人成績
| 国内大会個人成績 | 国内大会個人成績 | 国内大会個人成績 | 国内大会個人成績 | 国内大会個人成績 | 国内大会個人成績 | 国内大会個人成績 | 国内大会個人成績 | 国内大会個人成績 | 国内大会個人成績 | 国内大会個人成績 | 国内大会個人成績 |
| 年度             | クラブ           | 背番号           | リーグ           | リーグ戦         | リーグ戦         | リーグ杯         | リーグ杯         | オープン杯       | オープン杯       | 期間通算         | 期間通算         |
| 年度             | クラブ           | 背番号           | リーグ           | 出場             | 得点             | 出場             | 得点             | 出場             | 得点             | 出場             | 得点             |
| 日本             | 日本             | 日本             | 日本             | リーグ戦         | リーグ戦         | リーグ杯         | リーグ杯         | 天皇杯           | 天皇杯           | 期間通算         | 期間通算         |
| ---------------- | ---------------- | ---------------- | ---------------- | ---------------- | ---------------- | ---------------- | ---------------- | ---------------- | ---------------- | ---------------- | ---------------- |
| 1991             | マツダSC東洋     |                  | 中国             |                  |                  | -                | -                |                  |                  |                  |                  |
| 1992             | 広島             | -                | J                | -                | -                | 0                | 0                | 0                | 0                | 0                | 0                |
| 1993             | 広島             | -                | J                | 0                | 0                | 0                | 0                | 0                | 0                | 0                | 0                |
| 1994             | 広島             | -                | J                | 0                | 0                | 0                | 0                | 0                | 0                | 0                | 0                |
| 1995             | 広島             | -                | J                | 36               | 4                | -                | -                | 0                | 0                | 36               | 4                |
| 1996             | 広島             | -                | J                | 0                | 0                | 0                | 0                | -                | -                | 0                | 0                |
| 1996             | 福岡             | -                | J                | 14               | 1                | 4                | 0                | 1                | 0                | 19               | 1                |
| 1997             | 福岡             | 2                | J                | 27               | 1                | 6                | 0                | 3                | 0                | 36               | 1                |
| 1998             | 福岡             | 2                | J                | 18               | 0                | 2                | 0                | 3                | 0                | 23               | 0                |
| 1999             | 福岡             | 2                | J1               | 23               | 4                | 3                | 0                | 2                | 0                | 28               | 4                |
| 2000             | 札幌             | 3                | J2               | 33               | 2                | 1                | 0                | 4                | 1                | 38               | 3                |
| 2001             | 札幌             | 3                | J1               | 23               | 0                | 1                | 0                | 0                | 0                | 24               | 0                |
| 2002             | 札幌             | 3                | J1               | 1                | 0                | 0                | 0                | 1                | 0                | 2                | 0                |
| 2003             | 札幌             | 3                | J2               | 4                | 0                | -                | -                | 0                | 0                | 4                | 0                |
| 通算             | 日本             | 日本             | J1               | 142              | 10               | 16               | 0                | 10               | 0                | 168              | 10               |
| 通算             | 日本             | 日本             | J2               | 37               | 2                | 1                | 0                | 4                | 1                | 42               | 3                |
| 通算             | 日本             | 日本             | 中国             |                  |                  | -                | -                |                  |                  |                  |                  |
| 総通算           | 総通算           | 総通算           | 総通算           | 179              | 12               | 17               | 0                | 14               | 1                | 210              | 13               |

その他の公式戦
- 1998年
  - J1参入決定戦 5試合1得点

## 指導歴
- 2004年 - 2005年 西南フットボールクラブ コーチ
- 2006年 - 2007年 大分トリニータ U-15コーチ
- 2008年 日本文理大学附属高等学校サッカー部監督
- 2009年 - 2011年 サンフレッチェ常石 U-13コーチ
- 2012年 - FCバイエルン・ツネイシU-13コーチ